# Team Differdange-GeBa
El Team Differdange-GeBa (Código UCI: CCD) fue un equipo ciclista luxemburgués de categoría Continental entre los años 2006 y 2019.
El 4 de octubre de 2019, el equipo anunció su desaparición al término de la temporada ante la falta de recursos para poder continuar en el pelotón profesional.

## Material ciclista
El equipo utilizó bicicletas MMR.

## Clasificaciones UCI
A partir de 2005 la UCI instauró los Circuitos Continentales UCI, donde el equipo está desde que se fundó en 2006. Ha participado en carreras de distintos circuitos, con lo cual ha estado en las clasificaciones del UCI Africa Tour Ranking, UCI America Tour Ranking, UCI Asia Tour Ranking, UCI Europe Tour Ranking y UCI Oceania Tour Ranking. Las clasificaciones del equipo y de su ciclista más destacado son las siguientes:
| Temporada                | Clasificación por equipos | Mejor corredor en la clasificación individual | Posición |
| 2005-2006 (Europe Tour)  | 57.º                      | Fredrik Johansson                             | 123.º    |
| 2006-2007 (Africa Tour)  | 8.º                       | Stefan Heiny                                  | 59.º     |
| 2006-2007 (Asia Tour)    | 16.º                      | Hannes Blank                                  | 41.º     |
| 2006-2007 (Europe Tour)  | 64.º                      | Hakan Nilsson                                 | 264.º    |
| 2007-2008 (Asia Tour)    | 43.º                      | Fredrik Johansson                             | 102.º    |
| 2007-2008 (Europe Tour)  | 66.º                      | Hannes Blank                                  | 242.º    |
| 2008-2009 (America)      | 11.º                      | Gregory Brenes                                | 9.º      |
| 2008-2009 (Europe Tour)  | 42.º                      | Robert Retschke                               | 117.º    |
| 2009-2010 (Europe Tour)  | 32.º                      | Jempy Drucker                                 | 108.º    |
| 2010-2011 (Asia Tour)    | 57.º                      | Cyrille Heymans                               | 222.º    |
| 2010-2011 (Europe Tour)  | 71.º                      | Jonas Ljungblad                               | 320.º    |
| 2011-2012 (Asia Tour)    | 61.º                      | Christian Poos                                | 259.º    |
| 2011-2012 (Europe Tour)  | 88.º                      | Alex Meenhorst                                | 270.º    |
| 2011-2012 (Oceania Tour) | 11.º                      | Jason Christie                                | 19.º     |
| 2012-2013 (America)      | 20.º                      | Diego Milán                                   | 42.º     |
| 2012-2013 (Asia Tour)    | 47.º                      | Johan Coenen                                  | 71.º     |
| 2012-2013 (Europe Tour)  | 68.º                      | Paavo Paajanen                                | 394.º    |
| 2013-2014 (Africa Tour)  | 20.º                      | Diego Milán                                   | 106.º    |
| 2013-2014 (America Tour) | 19.º                      | Jānis Dakteris                                | 114.º    |
| 2013-2014 (Europe Tour)  | 77.º                      | Jānis Dakteris                                | 391.º    |
| 2015 (Africa Tour)       | 16.º                      | Manuel Stocker                                | 123.º    |
| 2015 (Europe Tour)       | 90.º                      | Tom Thill                                     | 309.º    |
| 2016 (Europe Tour)       | 85.º                      | Tom Thill                                     | 817.º    |
| 2017 (Asia Tour)         | 87.º                      | Cristian Raileanu                             | 453.º    |
| 2017 (Europe Tour)       | 49.º                      | Cristian Raileanu                             | 285.º    |
| 2018 (Europe Tour)       | 58.º                      | Olivier Pardini                               | 486.º    |
| 2019 (Europe Tour)       | 76.º                      | Ivan Centrone                                 | 516.º    |

## Palmarés
Para años anteriores véase: Palmarés del Team Differdange-GeBa.

### Palmarés 2019

#### Circuitos Continentales UCI
| Fechas | Circuito | Carreras | Ganador |

#### Campeonatos nacionales
| Fechas | Carreras | Ganador |

## Plantilla
Para años anteriores  véase: Plantillas del Team Differdange-GeBa.

### Plantilla 2019
| Nombre             | Nacimiento | Nacionalidad   | Equipo 2018                        |
| Andreas Andersson  | 08/10/1999 | Suecia         | T.Palm-Pôle Continental Wallon     |
| Cameron Beard      | 01/08/1998 | Estados Unidos | DESTIL-Parkhotel Valkenburg        |
| Ivan Centrone      | 17/09/1995 | Luxemburgo     | Team Differdange-Losch             |
| Tiago da Silva     | 06/02/1997 | Luxemburgo     | Team Differdange-Losch             |
| Louis Deguide      | 04/02/1994 | Bélgica        | Sovac-Natura4Ever                  |
| Thomas Deruette    | 06/07/1995 | Bélgica        | WB-Aqua Protect-Veranclassic       |
| Toni Franz         | 05/01/1997 | Alemania       | Team Differdange-Losch (stagiaire) |
| Raphael Kockelmann | 10/05/1999 | Luxemburgo     | Team Differdange-Losch             |
| Wesley Mol         | 25/02/1999 | Países Bajos   | Neoprofesional                     |
| Gabriel Muller     | 04/12/1985 | Francia        | Neoprofesional                     |
| Jeroen Pattyn      | 22/03/1996 | Bélgica        | Neoprofesional                     |
| Jan Petelin        | 02/07/1996 | Luxemburgo     | Team Differdange-Losch             |
| Balázs Rózsa       | 26/11/1995 | Hungría        | Team Differdange-Losch             |
| Tom Thill          | 31/03/1990 | Luxemburgo     | Team Differdange-Losch             |
| Wout Van Elzakker  | 14/11/1998 | Países Bajos   | Neoprofesional                     |
| Laurin Winter      | 04/09/1996 | Alemania       | Team Differdange-Losch             |

1. ↑  Desde el 4 de agosto.